# IC 5099
IC 5099 је спирална галаксија у сазвјежђу Паун која се налази на листи објеката дубоког неба у Индекс каталогу.
Деклинација објекта је - 70° 58' 58" а ректасцензија 21h 21m 49,1s. Привидна величина (магнитуда) објекта IC 5099 износи 14,6 а фотографска магнитуда 15,4. IC 5099 је још познат и под ознакама ESO 75-3, IRAS 21172-7111, PGC 66633.